# Banque du Nevada
La Banque du Nevada, basée à San Francisco, était à la fin du XIXe siècle l'une des premières banques de l'Ouest américain. Fondée en 1875, grâce aux plantureux dividendes des mines d'argent du Comstock Lode, elle changera de vocation en 1890, après avoir été ruinée par sa tentative de corner sur le blé américain de 1887-1888, puis fusionnera avec la Wells Fargo en 1905.

## Histoire
La Banque du Nevada a été fondée en 1878, par quatre hommes d'affaires ayant fait fortune dans l'exploitation minière sur le Comstock Lode : William S. O'Brien, James Graham Fair, John William MacKay, James C. Flood. Ces trois derniers figureront parmi les premiers présidents de la banque, qui est l'ancêtre de la Wells Fargo, fusionnée avec la Banque du Nevada en 1905. Les 5 millions de dollars de capital ont été apportés par James C. Flood et William S. O'Brien, qui ne participaient pas à la direction de la Consolidated Virginia mining company.
Au printemps 1875, quelques mois avant qu'ils ne fondent la banque, ils triplent le dividende mensuel de la Consolidated Virginia mining company, la plus brillante des compagnies minières du Comstock Lode : le dividende passe de 3 à 10 dollars, soit un million de dollars par mois, un montant qui sera versé 34 mois, jusqu'au début 1878.
Le 26 août 1875, un incendie fait 10 millions de dégâts sur le Comstock. Deux des trois mines les plus touchées, California et Consolidated Virginia mining company leur appartiennent. La troisième, l'Ophir Mine, faisait l'objet d'une intense spéculation à la baisse, à la suite d'informations selon lesquelles sa part du Big Bonanzza, riche filon découvert en mars 1873, serait moins importante qu'espérée.
L'incendie du 26 août 1875 amène la principale banque du secteur, la Bank of California, qui détient des participations dans une quinzaine de mines du Comstock, à fermer ses portes. Son fondateur se suicide le lendemain. Le 2 octobre 1875, elle rouvre ses portes après six semaines, mais le 4 octobre 1875 c'est la Banque du Nevada qui ouvre les siennes. Elle a très vite réussi à capter une bonne partie de l'activité de la Bank of California, qui était, avant sa faillite de 1875, la première banque de l'Ouest des États-Unis et la deuxième du pays.
Les actionnaires de la nouvelle banque seront cependant victime de dissensions et perdront 12 millions de dollars lors de la tentative ratée de corner sur le blé américain de 1887-1888. Ils ont pris le contrôle de 56 cargos de blé à des prix trop élevés. C'est George L. Brander, le gérant de la banque, qui a pris la décision de participer au corner lancé par John Rosenfeld, de la Nevada Warehouse and Dock Company à Port-Costa et  William Dresbach, président du San Francisco Produce Exchange, pendant que James C. Flood était malade.
D'autres spéculateurs se manifestent en 1888, lors du Corner d'Hutchinson sur le blé en 1888 à Chicago, quand un groupe de spéculateurs mené par Benjamin P. Hutchinson a acheté progressivement, à partir du printemps, tous les stocks de blé, comptant sur de fortes exportations à destination de l'Europe, où des prévisions très pessimistes font peu à peu état d'un déficit de près de 140 millions de boisseaux
Affaiblie et plus aussi prestigieuse, Banque du Nevada va ensuite fusionner avec Wells Fargo d'Isaias W. Hellman, un banquier de Los Angeles jugé plus prudent, dans une étape qui est considérée comme la fin de l'époque des pionniers dans le monde bancaire du grand Ouest. De 1890 à 1898, la Banque du Nevada est dirigée par Isaias W. Hellman, qui la rebaptise Nevada National Bank en 1898 et finalise la fusion avec Wells Fargo en 1905.